# Mariner-Inseln
Der Mariner-Inseln sind eine Gruppe felsiger Inseln und Riffe, welche die nördlich-zentrale Inselgruppe im ostantarktischen Highjump-Archipel darstellen. Im Westen grenzen die Inseln an die Edisto-Gletscherzunge, im Süden an den Gossard-Kanal und im Osten an den Remenchus-Gletscher.
Sie wurden anhand von Luftaufnahmen der Operation Highjump (1946–1947) kartiert. Das Advisory Committee on Antarctic Names benannte sie 1956 nach dem Flugboottyp Martin PBM Mariner, mit dessen Hilfe Lieutenant Commander David Eli Bunger (1909–1971) bei der Operation Highjump im Januar 1947 besagte Luftaufnahmen angefertigt und eine Landung in den Bunger Hills gewagt hatte.